# Lundby Sogn (Vordingborg Kommune)
Lundby Sogn 
ist eine Kirchspielsgemeinde (dän.: Sogn)
im Süden der Insel Sjælland im südlichen Dänemark.
Bis 1970 gehörte sie zur Harde Hammer Herred im damaligen Præstø Amt, danach zur Vordingborg Kommune im Storstrøms Amt, die im Zuge der Kommunalreform zum 1. Januar 2007 in der „neuen“ Vordingborg Kommune in der Region Sjælland aufgegangen ist.
Im Kirchspiel leben 1068 Einwohner, davon 833 im Kirchdorf (Stand: 1. Januar 2023).
Im Kirchspiel liegt die Kirche „Lundby Kirke“.
Nachbargemeinden sind im Osten Bårse Sogn, im Südosten Udby Sogn, im Süden Sværdborg Sogn und im Westen Køng Sogn, ferner in der nördlich benachbarten Næstved Kommune Hammer Sogn.